# Коло (Великопольське воєводство)
Коло — місто в Великопольському воєводстві, Польща, на річці Варта. Є адміністративним центром Колського повіту, що включає 11 ґмін.

## Географія
Одна з головних переваг міста — його вигідне географічне розташування в центрі країни. Поруч з містом проходить автострада А2.
Мережа автомобільних доріг з'єднує Коло з іншими містами, такими як Познань (120 км), Варшава (180 км), Лодзь (90 км). Ці та інші міста сполучені з Колом також залізницею.

## Історія
Магдебурзьке право з 1362 року.

## Архітектурні пам'ятки
- Колський замок
- Фарний костел
- Ратуша
- Костел і монастир францисканців (XIV ст., перебудований у XVIII ст.)

## Відомі люди
- Анджей Ґурка
- Якуб Малецький
- Якуб Розенблюм (Жак Ростон), засновник компанії та методу Linguaphone

## Демографія
Демографічна структура станом на 31 березня 2011 року:
|          | Загалом | Допрацездатний вік | Працездатний вік | Постпрацездатний вік |
| -------- | ------- | ------------------ | ---------------- | -------------------- |
| Чоловіки | 11003   | 2115               | 7866             | 1022                 |
| Жінки    | 12357   | 2073               | 7527             | 2757                 |
| Разом    | 23360   | 4188               | 15393            | 3779                 |